# Eetu Salin

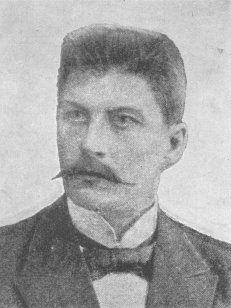
Eetu Salin

Johan Edvard (Eetu) Salin, född 18 mars 1866 i Asikkala, död 6 april 1919 i Helsingfors, var en finländsk politiker. Han var en av den finska arbetarrörelsens pionjärer.
Salin var ursprungligen skomakare. Som kringresande agitator bekämpade han aktivt den borgerliga wrightska riktningen inom arbetarrörelsen. År 1885 kom han till Tammerfors, 1891 till Helsingfors och var från 1902 bosatt i Björneborg, där han också står staty. Från 1903 till 1907 och från 1917 till 1918 var han medlem av den socialdemokratiska partistyrelsen. Han tillhörde lantdagen från 1907 till 1917.
Eetu Salin verkade även som journalist, chefredaktör för Sosialidemokraatti i Björneborg 1906-08. Han ville gå den parlamentariska vägen till socialismen och motarbetade därför partiets radikalare element inför finska inbördeskriget. Men han såg det emellertid som en moralisk skyldighet att hjälpa den röda sidan, och var under krigsmånaderna chefredaktör för folkkommissariatets organ Tiedonantaja. 
Salin dömdes till dödsstraff. Men denna omvandlades till 10 års fängelsestraff. Han avled dock i fängelset. Salin står som staty även i Lahtis.
Han är begravd på Sandudds begravningsplats i Helsingfors.